# Новоочеретоватое
Новоочеретоватое (укр. Новоочеретувате) — село на Украине, находится в Великоновосёлковском районе Донецкой области.
Код КОАТУУ — 1421282405. Население по переписи 2001 года составляет 199 человек. Почтовый индекс — 85520. Телефонный код — 6243.
23 февраля 2025 года в ходе вторжения России на Украину село захвачено Вооружёнными Силами  РФ.

## Адрес местного совета
85520, Донецкая область, Великоновосёлковский район, с. Комар, ул.Егорова, 19, 97-6-75